# Renhō
Renhō Murata (村田 蓮舫 Murata Renhō?,  Tokio, Japón, 28 de noviembre de 1967), conocida comúnmente bajo su nombre de Renhō (蓮舫 Renhō?), es una periodista y política japonesa, actualmente miembro de la Cámara de Consejeros de la Dieta de Japón. En junio de 2010, el primer ministro Naoto Kan nombró a Renhō "Ministra de Estado para Reformas Administrativas", sucediendo en el cargo a Yukio Edano. En septiembre de 2016, fue elegida líder del Partido Democrático de Japón, siendo la primera mujer, la primera mestiza y la primera con ciudadanía extranjera en encabezar un partido político importante en Japón.

## Biografía
Nacida en la ciudad de Tokio bajo el nombre de Xie Lien-fang (謝蓮舫), Renhō es hija de padre taiwanés (Xie Zhe-xin) y madre japonesa (Keiko Saitō). Estudió en el Instituto Aoyama de Tokio, donde cursó desde el jardín de infancia hasta la universidad, realizando los estudios de derecho en la misma Universidad Aoyama y graduándose en 1990. Renhō nació como ciudadana taiwanesa, pues en aquellos tiempos la ley Japonesa consideraba que la nacionalidad solo la transmitía el padre y no adoptó la nacionalidad japonesa sino hasta 1985, cuando la ley cambió y permitió transmitir la nacionalidad de madres a hijos.
En el momento de adoptar la nacionalidad japonesa, Renhō decidió adoptar también el apellido de su madre, Saitō (斉藤), pero para evitar confusiones en su carrera política es conocida simplemente como Renhō.
Después de ser elegida como Chica Clarion en 1988, Renhō apareció en diversos programas de radio y televisión como comentarista, llegando a trabajar en TBS y en TV Asahi, cubriendo importantes acontecimientos históricos como el Gran terremoto de Hanshin-Awaji de 1995.
Entre 1995 y 1997 estudió lengua china en la Universidad de Pekín, y no fue hasta el año 2000 cuando retornó a la televisión, durante este periodo cabe destacar la cobertura que hizo de la campaña presidencial de Chen Shui-bian, durante la cual atrajo la atención de los políticos locales por su ascendencia taiwanesa, llegando a declarar el mismo Chen Shui-bian que Renhō debía ser el puente entre Taiwán y Japón.
En Taiwán, Renhō es conocida como Lien Fang, una versión acortada de la lectura china de los caracteres que componen su nombre.

## Carrera política
En enero de 2004, Renhō fue elegida como miembro de la Cámara de Consejeros representando a Tokio y formando parte del Partido Democrático de Japón, desde su elección se ha mostrado muy involucrada en las políticas referidas a la crianza de hijos,[cita requerida] además ha criticado la posición diplomática de Japón con respecto a China por no reconocer a Taiwán llegando a afirmar que "Japón es demasiado cortés cuando se trata de China" y a preguntarse si "Taiwán es el país de mi padre ¿Por qué Taiwán no es un país?". En este sentido desde que Renhō es diputada ha viajado varias veces a Taiwán causando una gran expectación mediática.
Renhō es muy conocida por sus firmes posturas en las discusiones públicas sobre reducción de gastos en los organismos del Estado, en este sentido Renhō criticó el fuerte gasto público realizado en el desarrollo de la supercomputadora preguntándose "¿Por qué Japón debe desrrollar la supercomputadora número uno del mundo?, ¿que hay de malo en ser los segundos?", a causa de estas palabras Renhō recibió fuertes críticas entre las que cabe destacar las del exministro Tadeo Hiranuma que llegó a afirmar en referencia a Renhō "No quiero decir esto, pero ella no es de origen japonés" y asegurando que "se debe destinar presupuesto para desarrollar la supercomputadora número uno del mundo".
En junio de 2010, Renhō fue nombrada Ministra Estado de Renovación Administrativa por el nuevo primer ministro Naoto Kan en sustitución de Yukio Edano que pasó a ocupar el cargo de secretario general del Partido Democrático de Japón. Una vez ocupado el puesto Renhō afirmó que prestaría especial atención a eliminar los gastos innecesarios de la administración.
El 11 de julio de 2010 en las elecciones a la cámara de consejeros, Renhō fue reelegida en representación de Tokio, batiendo además el récord de votos constituyentes obtenidos por una candidatura al recibir 1,7 millones de votos, el anterior récord lo poseía Sanzo Hosaka con 1,4 millones de votos.
El 15 de septiembre de 2016 fue elegida presidenta del Partido Democrático de Japón imponiéndose con el 61 % de los votos frente al 24,5 % logrado por el exministro de Asuntos Exteriores Seiji Maehara y el 14,5 % del diputado Yuichiro Tamaki. Sus promesas durante la campaña fueron oponerse al proyecto de Abe de reformar la Constitución pacifista y mejorar el bienestar social y la educación en Japón.

## Vida personal
En 1993, contrajo matrimonio con su actual marido, el periodista Nobuyuki Murata. En 1997, la pareja le dio la bienvenida a sus hijos gemelos, Rin y Suiran. 